# Chlorophytum inconspicuum
Chlorophytum inconspicuum là một loài thực vật có hoa trong họ Măng tây. Loài này được (Baker) Nordal mô tả khoa học đầu tiên năm 1993.